# 커다란 순무

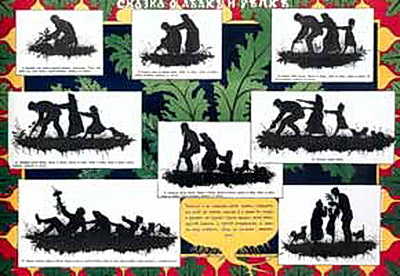
커다란 순무의 삽화

커다란 순무는 러시아와 우크라이나의 동화이다.

## 줄거리
옛날 어느 마을에 사는 할아버지와 할머니가 어떤 순무씨를 얻어 심었고 순무를 키우게 되었다. 키우던 순무가 다 자라자 할아버지는 순무를 뽑으려고 해 보았다. 하지만 순무는 꿈쩍도 하지 않았고, 할아버지는 할머니에게 도움을 요청한다. 하지만 그들은 여전히 순무는 꿈쩍도 하지 않았다. 할머니와 할아버지는 순무를 뽑기 위해 손녀, 고양이, 개, 그리고 생쥐에게 도움을 요청한다. 모두가 힘을 합쳐서 비로소 순무를 뽑을 수 있게 된다. 이 이야기의 교훈은 노동의 결실과, 우리 모두가 함께 일하면 무엇이든 할 수 있다는 것이다.